# Leo Seidel
Leo Seidel (* 1977 in Berlin) ist ein deutscher Fotograf und Fotodesigner.

## Leben
Seidel wurde als Sohn einer Bildhauerin und eines Historikers in Ost-Berlin geboren.
Zwischen 1999 und 2002 absolvierte er eine Ausbildung zum Fotodesigner mit staatlich anerkanntem Abschluss am Lette-Verein Berlin.
Seit Juni 2004 ist Seidel Archivfotograf bei OSTKREUZ Agentur der Fotografen und arbeitet freiberuflich für Verlage, Magazine und Agenturen.
Seidel arbeitet u. a. für den Tagesspiegel, die Frankfurter Zeitung und die Zeit sowie die Magazine Elle und Schöner wohnen mit Bildmaterial.
Schwerpunkt seiner Fotografie bildet die Architektur alter und neuer Gebäude im urbanen Gefüge. Auf diesem Gebiet spezialisierte sich Leo Seidel mittlerweile auf die Nachtfotografie: Das Spiel mit dem Licht, beispielsweise auf Großbauten wie Stadien und Arenen sowie auf Wasser und Straße reizt dabei den Fotografen besonders.
Überwiegend arbeitet Seidel mit analoger Fotografie, die er der digitalen bevorzugt und vorwiegend mit einer Plattenkamera im Format 4×5 Zoll.
Zu den genannten Themen gesellt sich zunehmend die Reisefotografie. Zielorte sind beispielsweise Irland, Schottland mit Landschaftsfotografie und als Kontrast Großstädte in Europa.
In Zusammenarbeit mit dem ehemaligen Direktor der Stiftung Preußische Schlösser und Gärten Hans-Joachim Giersberg und dem jetzigen, Hartmut Dorgerloh, entstand das Buch Preußens Glanz.
Der Bild- und Textband Brandenburgische Dorfkirchen und ihre Hüter entstand in Zusammenarbeit mit Kara Huber als Herausgeber.

## Preise
- Sonderpreis für Fotografie des Industrie und Filmmuseums Wolfen (2001)
- Preisträger bei der Camel-Creative-Challenge zur Eröffnung der Art Cologne (2001)[1]
- Preisträger beim 9. Deutschen Amateurfotopreis (2002)
- Stipendium der VG-Bild Kunst (2006)
- Preisträger des Fritz-Pölking Awards (2011)
- Stipendium des Centro Cultural Andratx auf Mallorca (2012)

## Ausstellungen
- Ausstellungsbeteiligung bei der Preisträgerausstellung Reinhart-Wolf Preis im Hamburger Kunst- und Gewerbe-Museum (2000)
- Kult & Spiel – Ausstellung in der Parochialkirche Berlin (2006)[1]
- Ausstellungsbeteiligung bei C/O Berlin beim Wettbewerb „geschossen und gedruckt“ (2008)
- Einzelausstellung Galerie Bernau "Polaroid Works" (2009)
- Ausstellungsbeteiligung bei Galerie Tammen Berlin "Polaroid Works" (2009)
- Ausstellung in der ae Galerie in Potsdam (2009)
- Ausstellung mit dem Fotografen Wolfgang Reiher in der Stiftung Schloss Neuhardenberg (2011)
- Ausstellung in der Villa der MBS (Mittelbrandenburgische Sparkasse) in Potsdam (2012)
- Ausstellungsbeteiligung in der Galerie KUNST-KONTOR in Potsdam (2013)

## Publikationen
- Fotograf für das Buch Hightech für Hitler. Ch. Links Verlag, 2001, ISBN 3-86153-252-2.
- Fotos für den Bildband Das neue Berlin in Bildern. Jovis Verlag, 2003, ISBN 3-931321-35-5.
- Fotograf für den Bildband Berlin ‚and‘ guide. teNeues Verlag, 2003.
- einige Buchcover für den Akademie-Verlag, 2005.
- eigener Bildband Berlin: Die Farben der Nacht / Colors of the Night. Prestel-Verlag, April 2005, ISBN 3-7913-3350-X.
- Bildstrecken in GEO SAISON Geo Epoche Geo Special[2]
- Bilder in SZ-Magazin, Zeit, Zeit Leben
- Fotograf für Architekturführer des Stadtwandel-Verlags Olympiastadion Berlin. 2006, ISBN 3-937123-79-2.
- Fotografien für das Buch Stadion Collection. Rolf Heyne, 2006.
- Fotografien für das Buch Das ist Berlin / This is Berlin. Feierabend Verlag, 2006, ISBN 3-89985-038-6.
- Fotograf für den Bildband Der feine Unterschied. Biedermeiermöbel Europas 1815–1835. Prestel Verlag, 2007, ISBN 978-3-7913-3873-6.
- eigener Bildband Preußens Glanz und Gloria: Königsschlösser in Berlin und Brandenburg. Prestel Verlag, 2007, ISBN 978-3-7913-3751-7.
- eigener Bildband Brandenburgische Dorfkirchen und ihre Hüter. Prestel Verlag, 2008, ISBN 978-3-7913-4005-0.
- Fotografien für das Buch 24h Berlin. Steidl Verlag, 2009, ISBN 978-3-86521-975-6.
- Bildband Kirchen in Brandenburg und ihre Hüter. Prestel Verlag, 2010, ISBN 978-3-7913-5044-8.
- Bildband 100 Jahre deutsche Oper Berlin, Edition Braus, 2012, ISBN 978-3-86228-036-0.
- Bildband Berliner Stadtkirchen und Ihre Hüter, Edition Braus, 2012, ISBN 978-3-86228-035-3.
- Eigener Bildband „Berlin“ Edition Braus, 2012, ISBN 978-3-86228-040-7.
- Geisterseher und Milchzauberinnen: Märchen und Sagen aus Mecklenburg-Vorpommern, 2014, ISBN 978-3-86228-053-7.